# جوان ميتكالف
جوان ميتكالف (بالإنجليزية: Joanne Metcalf)‏ هي ملحنة أمريكية، ولدت في 1958 في لوس أنجلوس في الولايات المتحدة.